# 알사디 카다피
알사디 카다피(Al-Saadi Gaddafi, الساعدي معمر القذافي, 1973년 5월 25일, 리비아, 트리폴리 ~)는 리비아의 전 통치자 무아마르 카다피의 셋째 아들로, 리비아의 기업인이자 전 축구 선수이다. 한 때 세리에 A의 페루자 칼초, 우디네세 칼초, UC 삼프도리아에서 선수 생활을 하기도 하였다. 축구선수로서는 그다지 뛰어난 선수는 아니었으며, 세리에 A 내내 거의 대부분 벤치에 앉아 있었으며 UC 삼프도리아에서는 숫제 단 한 경기도 뛰지 못했다. 리비아 축구 국가대표팀으로 뛰었으나 2002년 FIFA 월드컵, 2006년 FIFA 월드컵 두 대회 모두 지역예선 탈락했다.
사디는 2011년, 리비아 내전이 발발하자 특수 부대 사령관으로 참전하였다. 2011년 8월, 반정부 세력이 수도 트리폴리를 공격할 당시, 형이자 카다피의 차남인 사이프 알이슬람과 함께 구속되었다고 발표되었으나, 후에 오보로 드러났다. 같은 해 9월 이웃 국가 니제르로 도망갔으며, 멕시코에 밀입국하려다가 실패하였다. 2012년 2월, 사디가 니제르에서 가택연금에 놓여있다는 소식이 보도되었다. 후에 니제르 외무부는 알사디 카다피의 출국 허용을 승인했다.